# 棘吻骨鰃
棘吻骨鰃為輻鰭魚綱金眼鯛目金鱗魚亞目金鱗魚科的其中一種，分布於印度西太平洋區，包括以色列、印尼、澳洲、印度等海域，棲息深度272-291公尺，體長可達11.2公分，棲息在大陸坡。

## 擴展閱讀
維基物種上的相關：棘吻骨鰃